# Benaceur
Benaceur (în arabă بن ناصر) este o comună din provincia Ouargla, Algeria.
Populația comunei este de 10.330 de locuitori (2008).